# Пена, Мариус
Мариус Джордже Пена (рум. Marius George Pena род. 2 мая 1985, Бухарест, Румыния) — румынский футболист.

## Карьера
С 1999-2002, Мариус играл за бухарестский «Прогресул», а затем перешел в московское «Торпедо».
С 2004 по 2005 год выступал за вторую команду бухарестского «Рапида».
В 2006 году играл за команду «Рымнику-Вылча».
С 2006 по 2008 год  играл во втором румынском дивизионе в команде «Конкордия Кьяжна».
В 2008 году он перешел в «Оцелул» из высшего дивизиона, где выиграл чемпионат и национальный Суперкубок в 2011 году.
14 сентября 2011 года он забил первый гол в истории клуба в Лиге чемпионов в матче с «Базелем» со счетом 2:1.

## Награды

### Оцелул
- Чемпионат Румынии: 2010/11
- Суперкубок Румынии: 2011